# Pawłów (powiat Lubelski)
Pawłów is een dorp in de Poolse woiwodschap Lublin. De plaats maakt deel uit van de gemeente Strzyżewice en telt 235 inwoners.